# Торжок — Долина (газопровід)
Газопровід "Торжок — Долина"
В кінці 1980-х років у СРСР вирішили продовжити нарощування потужності транспортного коридору через Чехословаччину, яким здійснювались поставки газу у країни Західної Європи. Для цього запланували спорудження ще одного з`єднання між Торжком у Тверській області та українською Долиною, на додачу до газогону Торжок-Івацевичі-Долина.
Траса трубопроводу також проходила через Білорусь, в тому числі по території, що постраждала внаслідок аварії на ЧАЕС. В ході будівництва планувалось завдяки використанню відводів від нової системи провести газифікацію цих районів.
Спорудження газопроводу розпочалось у 1989 році та припало на період розвалу Радянського Союзу, що напряму вплинуло на його долю. В підсумку станом на 1995-1996 роки була завершена лінійна частина трубопроводу, в тому числі 529 км територією України. Проте за відсутності компресорних станцій потужність системи у 6 млрд.м3 на рік не відповідала  діаметру використаних труб 1420 мм. На початку 2000-х з боку української сторони неодноразово пропонувалось завершити будівництво системи (на території України для цього потрібно спорудити 4 КС), проте Росія зробила принциповий вибір на користь трубопроводів в обхід України. В результаті фактичний обсяг транспортування через Торжок-Долина станом на 2007 рік становив лише 1,5-2,7 млрд.м3.
В Білорусі на газопроводі Торжок-Долина знаходиться Мозирське підземне сховище газу, що відіграє важливу роль у забезпеченні надійної роботи газотранспортної системи Білорусі.